# Ани, Вальтер Фрицевич
Вальтер Фрицевич Ани (30 января 1914, Нижние Осельки, Санкт-Петербургская губерния — 19 июля 1990, Таллин) — советский хозяйственный, государственный и политический деятель, генерал-лейтенант внутренней службы.

## Биография
Родился в 1914 году в деревне Нижние Осельки Вартемякской волости Санкт-Петербургского уезда Санкт-Петербургской губернии. Член КПСС с 1944 года.
С 1936 года — на хозяйственной, общественной и политической работе. В 1936—1979 гг. — техник-лаборант, техник-конструктор, техник, в Красной армии, в оборонной промышленности, заместитель заведующего Отделом ЦК КП(б) Эстонии, 2-й секретарь Кохтла-Ярвеского городского комитета КП(б) Эстонии, в ЦК КП(б) Эстонии, секретарь, 1-й секретарь Таллинского городского комитета КП Эстонии, министр внутренних дел/охраны общественного порядка/внутренних дел Эстонской ССР.
Делегат XIX съезда КПСС.
Умер в Таллине в 1990 году.